# سیارک ۱۴۵۹۵
سیارک ۱۴۵۹۵ (به انگلیسی: 14595 Peaker، نامگذاری:1998SW32) چهارده هزار و پانصد و نود و پنجمین سیارک کشف شده‌است که در ۲۳ سپتامبر ۱۹۹۸ کشف شد.
قدر مطلق سیارک برابر ۱۶٫۲ است.